# Бекири (Чад)
Бекири (фр. Békiri) — деревня и супрефектура в Чаде, расположенная на территории региона Западный Логон. Входит в состав департамента Нгуркоссо.

## Географическое положение
Деревня находится в юго-западной части Чада, к западу от реки Западный Логон, на высоте 508 метров над уровнем моря.
Населённый пункт расположен на расстоянии приблизительно 386 километров к юго-юго-востоку (SSE) от столицы страны Нджамены

## Население
По данным официальной переписи 2009 года численность населения Бекири составляла 23 315 человек (11 406 мужчин и 11 909 женщин). Население супрефектуры по возрастному диапазону распределилось следующим образом: 50,4 % — жители младше 15 лет, 45,6 % — между 15 и 59 годами и 4 % — в возрасте 60 лет и старше.

## Транспорт
Ближайший аэропорт расположен в городе Доба.